# Le Viol de Ganymède
Le Viol de Ganymède est une peinture à l'huile sur toile de Pierre Paul Rubens produite entre 1636 et 1638 et  conservée au musée du Prado à Madrid.

## Thème
Il faut prendre ici pour viol le sens d'enlèvement contraint (rapt), Ganymède étant enlevé dans les airs par un aigle (représentant les dieux ou  Zeus lui-même) pour être soustrait à la vindicte d'Héra.

## Description
Ganymède remplit tout le cadre de ce tableau au format très vertical (181 × 87,3 cm) et les ailes de l'aigle qui l'enlève  débordent de l'encadrement et ne sont visibles que ses serres accrochées sur les jambes du héros, sa queue et sa tête au bec puissant agrippant le harnais du carquois placé à l'arrière et penché à gauche. La cape rouge du héros se développe en haut à gauche comme les nuées orageuses en haut à droite sur fond de ciel bleu émaillé de nuées.